# Nikolaos Kaklamanakis
Nikolaos Kaklamanakis (řecky Νικόλαος Κακλαμανάκης; * 19. srpna 1968 Athény) je bývalý řecký jachtař. Soutěžil ve windsurfařské třídě Mistral One Design. Pochází z athénské čtvrti Varkiza a byl členem klubu Nautikos Omilos Ellados v Pireu. Reprezentoval od roku 1986, kdy získal třetí místo na juniorském mistrovství světa.
Startoval na pěti olympijských hrách. Při svém debutu v roce 1992 byl devátý, v Atlantě v roce 1996 se stal olympijským vítězem, v roce 2000 skončil šestý, na domácí olympiádě v roce 2004 získal stříbrnou medaili a rozloučil se v roce 2008 osmým místem. V roce 1993 vyhrál Středomořské hry a o rok později se stal mistrem Evropy. Je vítězem mistrovství světa ve windsurfingu z let 1996, 2000 a 2001.
Byl vlajkonošem řecké výpravy na olympiádě v roce 2000. Při zahájení Letních olympijských her 2004 v jeho rodných Athénách zapálil olympijský oheň.
V roce 1997 podnikl dvoudenní plavbu na windsurfingu z mysu Sunion na Krétu.